# Confluence
Confluence（コンフルエンス）は主にビジネスで使用される企業向けウィキ（ナレッジマネジメントソフトウェア、コラボレーティブソフトウェア）である。Javaで記述されており、サーバー側の動作にJDK（Java Development Kit）が必要となる。アトラシアンが開発・販売を行っている。Confluence（コンフルエンス）は、クライアントソフトウェアとしてもホスティングサービスとしても販売されている。非営利団体やオープンソースプロジェクトであれば無償ライセンスプログラムを利用できる。オンプレミスとクラウドがある。
Confluenceは90カ国、6,700以上の団体で使用されている。有名な顧客として、アドビシステムズ、サン・マイクロシステムズ、IBM、ジョンズ・ホプキンズ大学、国際連合、Weil Cornell Medical College、ABEMA、アウディ、カラー、Yahoo! JAPAN、NASAなどがある。
Confluenceの特長の一つは、他のウェブサイトからConfluenceのページにウェブウィジェットを埋め込むためのウィジェットコネクターが利用できることである。YouTubeやFlickr、SlideShareなどのウェブサイトに対応している。

## 歴史
Confluence 1.0は2004年3月25日にリリースされた。Wikiにとって重要であり、また効果的である「シンプル」さを失わずに、企業におけるナレッジマネジメントシステムの要件を満たすアプリケーションを作ることがConfluence 1.0の目的であった。
2014 年、Atlassian は Confluence Data Center をリリースし、クラスター化されたセットアップ内のノード間で負荷分散を行う高可用性を追加した。